# Астраханцева, Татьяна Леонидовна
Татья́на Леони́довна Астраха́нцева (род. 1952) — советский и российский искусствовед. доктор искусствоведения (2015). Член Союза художников России. Академик РАХ (2024, член-корреспондент с 2018). Главный научный сотрудник НИИ изобразительных искусств РАХ. Заслуженный работник культуры Российской Федерации (2006).

## Биография
Родилась 25 августа 1952 года в Подольске.
С 1969 по 1974 год обучалась на Отделении истории и теории искусства исторического факультета МГУ.
С 1974 года на научно-издательской работе в качестве экскурсовода и научного сотрудника в Государственном музее искусства народов Востока, в ассортиментном отделении Государственного треста фарфоро-фаянсовой промышленности «Росфарфор» Министерства лёгкой промышленности РСФСР и в редакции журнала «Юный художник», на педагогической работе в Гжельском художественно-промышленном техникуме и в МХПИ имени С. Г. Строганова (доцент кафедры «Реставрация монументальной живописи»). В последующем на научно-педагогической работе в НИИ изобразительных искусств РАХ в должностях ведущего и главного научного сотрудника и руководителя образовательного направления этого института. Одновременно с научной занимается и общественной деятельностью, с 2011 года является основателем и президентом фонда культурного просвещения «Стиль Победы».
В 1999 году Т. Л. Астраханцева в НИИ изобразительных искусств РАХ защитила диссертацию на соискание учёной степени кандидат искусствоведения по теме: «Искусство гжельской майолики второй половины XX века : Проблема традиции и современности», в 2015 году — доктор искусствоведения по теме: «Типология, виды и жанры русской керамической скульптуры первой половины XX века в эволюции стиля» в МГХПА имени С. Г. Строганова.
Т. Л. Астраханцева является автором многочисленных научных трудов в том числе монографий в области вопросов стилеобразования в искусстве XX века, русского изобразительного и декоративного искусства. Основная библиография: «Андрей Владимирович Балашов. Скульптура» (2002),
«Майолика Гжели XX века» (2006), «Русская керамическая скульптура в творчестве художников Серебряного века» (2014), «Скульптор Сергей Мильченко» и «Александр Николаевич Хопкин. Живопись. Графика. Иконопись» (2017). В 1996 году была участницей «Международного конгресса историков искусств — XIX» в Амстердаме и в 2000 году — XXX секционного доклада «Большой советский стиль в предметно-художественной среде как альтернатива европоцентризму» в Лондоне. В 2010 году была автором и куратором выставки посвящённой 65-летию Победы в Великой Отечественной войне в Музее Победы.
Член Союза художников СССР с 1984 года, член Скульптурной комиссии Союза художников России. Была председателем секции критики и искусствоведения Московского Союза художников. В 2018 году была избрана член-корреспондентом РАХ по Отделению искусствознания и художественной критики.
1 августа 2006 году Указом Президента России «За заслуги в области культуры и многолетнюю плодотворную работу» Т. Л. Астраханцева была удостоена почётного звания Заслуженный работник культуры Российской Федерации.

## Книги
- Академик Императорской Академии Художеств Николай Васильевич Глоба и Строгановское училище / Т. Л. Астраханцева. — М.: Индрик, 2017. — 431 с. — 800 экз. — ISBN 978-5-91674-438-5.

## Награды
- Заслуженный работник культуры Российской Федерации (2006)[6]